# Nigeriaanse voetbalbond
De Nigeria Football Federation (afkorting: NFF) is de Nigeriaanse voetbalbond en werd opgericht in 1945. De bond organiseert het Nigeriaans voetbalelftal en het professionele voetbal in Nigeria (onder andere de Premier League). De voorzitter is Aminu Maigari. De NFF is aangesloten bij de CAF sinds 1959 en bij de FIFA sinds 1960.